# Mehrnährstoffdünger

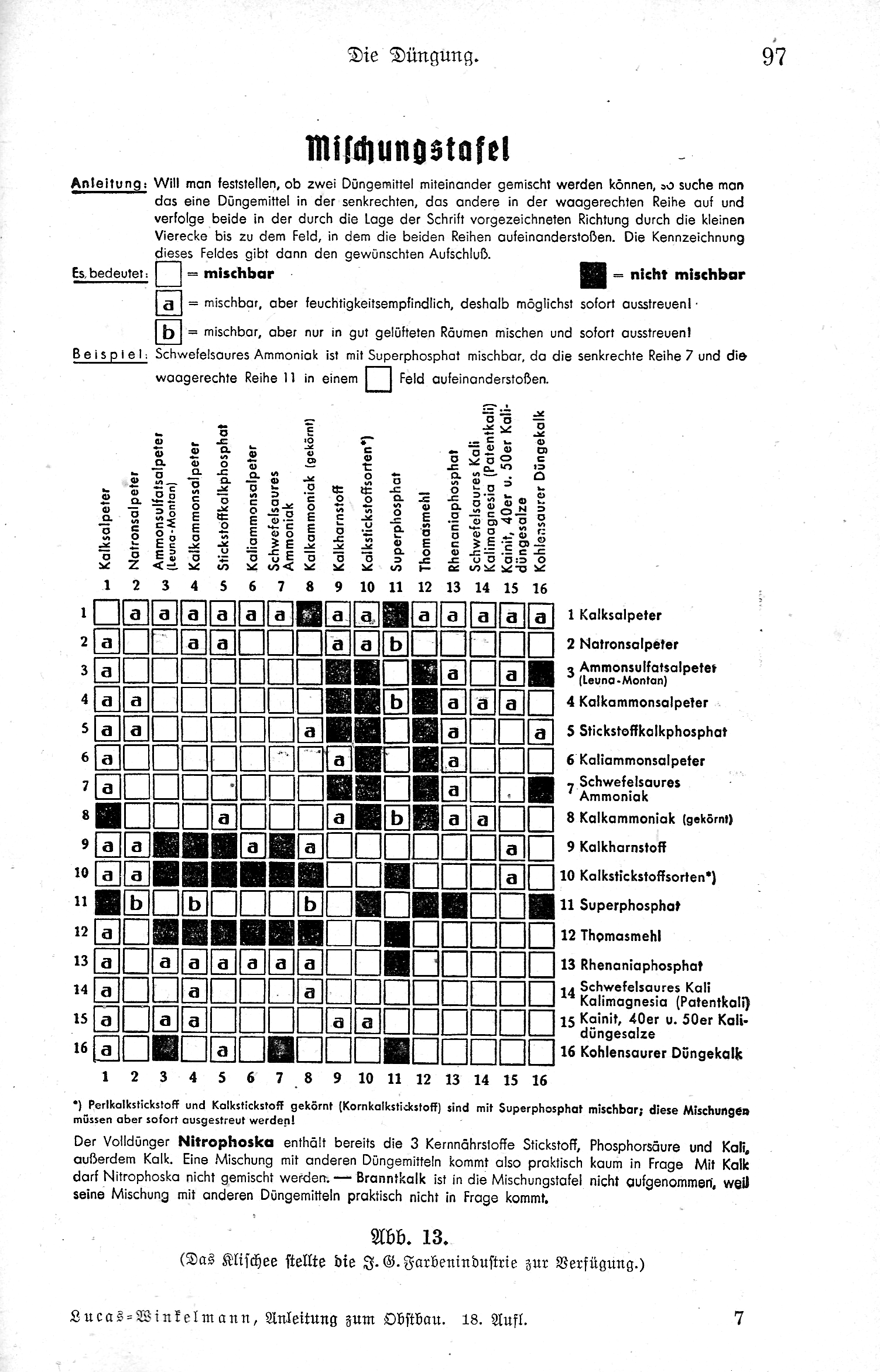
Mischungstafel

Mehrnährstoffdünger dienen der Pflanzenernährung und enthalten im Gegensatz zu Einnährstoffdüngern mehrere Hauptnährelemente.
Mineralische Dünger enthalten als technische Produkte in der Praxis immer Verunreinigungen, darunter oft auch mehrere Nährelemente. Trotzdem werden zu den Mehrnährstoffdüngern nur solche Stoffgemische gerechnet, die mehrere Nährstoffe in wesentlichen – pflanzenverfügbaren – Anteilen enthalten.

## Volldünger

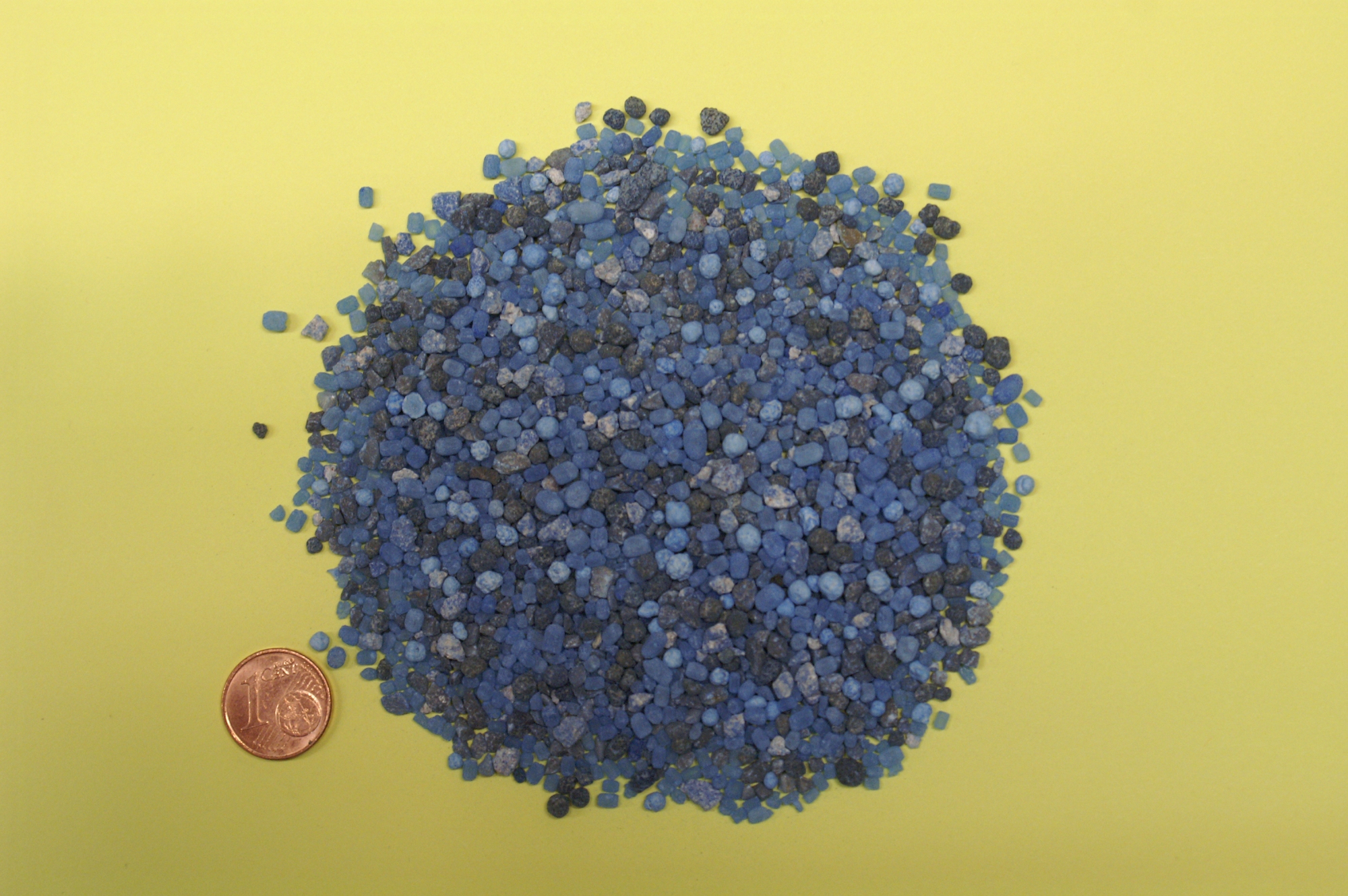
Mineralischer Mehrnährstoffdünger mit 8 % Stickstoff, 8 % Phosphat und 8 % Kali.

Volldünger (oder NPK-Dünger) sind Dünger, welche die Kernnährelemente Stickstoff (N), Phosphat (P) und Kalium (K) enthalten. Nitrophoska ist der Markenname des ersten homogenen Volldüngers, den die BASF 1927 auf den Markt gebracht hat. Es gibt inzwischen viele weitere Volldünger (in fester und flüssiger Form; auch spezielle Gartendünger), die je nach Einsatzzweck mit weiteren Spurennährstoffen angereichert sind. Die Gehaltsangaben der Kernnährstoffe werden dabei in % der handelsüblichen Bezugsbasis angegeben, zum Beispiel (13/13/21). Diese Angabe bedeutet, dass der Dünger 13 % N; 13 % P2O5; 21 % K2O enthält.
Folgende Standardsorten werden von verschiedenen Herstellern unter verschiedenen Markennamen in den Handel gebracht:
- (13/13/21) – rot gefärbt oder gekennzeichnet, Kalium in Chloridform;
- (15/15/15) – gelb gefärbt oder bezeichnet, Kalium in Chloridform;
- (12/12/17 + 2) – blau gefärbt, bekannt unter dem Markennamen „Blaukorn“, Kalium als Sulfat, 2 % MgO.

Der Vorteil von Volldüngern besteht in der einfachen Handhabung, der Transportersparnis sowie dem hohen Anteil an Nährstoffen in Bezug auf die ausgebrachte Salzmenge. Ein wichtiger physiologischer Vorteil ist die geringere osmotische Gesamtbelastung für die Pflanzen im Vergleich zu kostengünstigeren, ballaststoffreichen Düngern.
Nachteilig ist bei NPK-Düngern der höhere Preis je kg Nährstoff und das festgelegte Verhältnis der Nährstoffe untereinander. Tendenziell überwiegt bei größeren Anbauflächen und kostensensitiven Kulturen im Ackerbau der Einsatz von Einzeldüngern. Bei Intensivkulturen, salzempfindlichen Pflanzen sowie unter Glas werden dagegen Mehrnährstoffdünger bevorzugt.

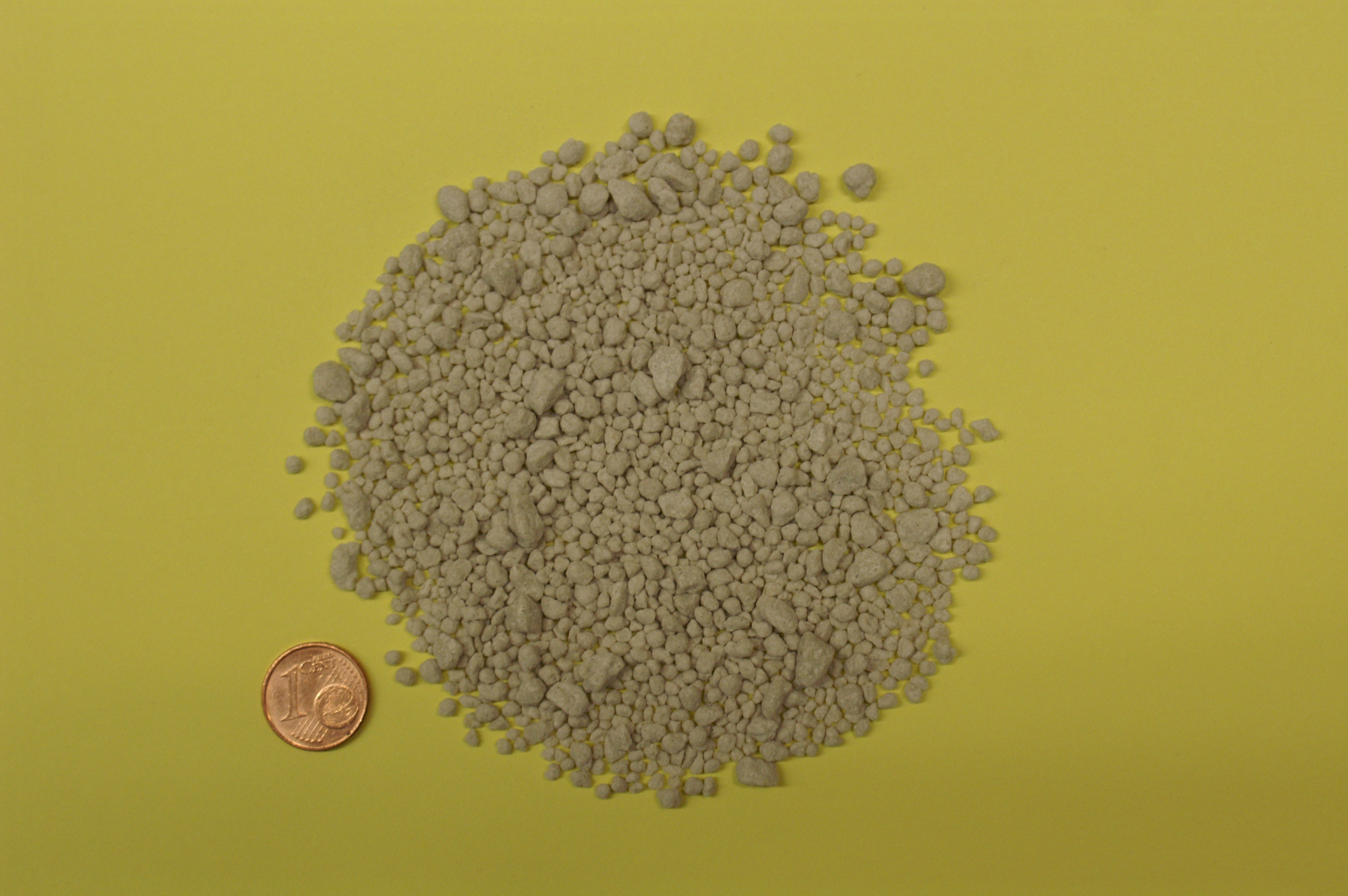
Zweinährstoffdünger Kalimagnesia enthält 30 % Kaliumsulfat und 10 % Magnesiumsulfat. Er ist auch im ökologischen Landbau zugelassen

## Zweinährstoffdünger
Außer den Einzeldüngern und den NPK-Düngern werden verschiedene Formen von Zweinährstoffdüngern oder Teildüngern, zum Teil auch mit Zusätzen von Spurennährstoffen, in verschiedenen Zusammensetzungen in den Handel gebracht. Hier einige Beispiele:
- NP-Dünger, Stickstoffphosphat (20/20);
- NK-Dünger, Stickstoffkali (20/20);
- NMg-Dünger, Stickstoffmagnesiumsulfat mit Cu (20/8 + 0,2) mit 8 % MgO und 0,2 % Cu;
- PK-Dünger, Thomasphosphat-Kali (10/15);
- KMg-Dünger, Kalimagnesia (Patentkali) 30 % Kaliumsulfat, 10 % Magnesiumsulfat

## Bezeichnungen und Gehalte
Die Bezeichnungen von Düngemittelsorten gleichen wörtlich mitunter den Bezeichnungen von chemischen Verbindungen, ohne jedoch solche zu meinen.
Gehaltsangaben wie x % N, P2O5 oder K2O meinen, dass Gehalte an (pflanzenverfügbaren) Verbindungen genau der chemischen Elemente N, P oder K massemäßig als N, P2O5 oder K2O berechnet werden.